# 캔디팡
《캔디팡》(Candy Pang)은 카카오톡을 기반으로 한 위메이드가 만든 모바일 게임이었다. 2012년 9월 25일 출시하였으며, 10월 16일 다운로드 1,000만건을 돌파하였다. 그러나 3년 8개월 만인 2016년 5월 23일에 공식으로 서비스를 종료하였다.

## 게임 방법
3개의 블록 이상이 붙어 있는 것을 터치해 터뜨리는 게임이다.